# Катсидис, Майкл
Майкл Катсидис (англ. Michael Katsidis; 15 августа 1980, Тувумба, Квинсленд, Австралия) — австралийский боксёр-профессионал, выступающий в лёгкой весовой категории. Чемпион мира в лёгкой (временный титул по версии WBO, 2007—2008) весовой категории.

## 1999—2006
Дебютировал в декабре 2001 года.
В феврале 2007 года в Англии состоялся бой за временный титул чемпиона мира в лёгком весе по версии WBO между Майклом Катсидисом и британецем Грэмом Ирлом. Катсидис победил техническим нокаутом в 5-м раунде.
В июле 2007 года Катсидис победил по очкам Кзара Амонсота.

## 22 марта2008Хоэль Касамайор —Майкл Катсидис
- Место проведения:  Моронго Касино Ресорт энд Спа, Кабазон, Калифорния, США
- Результат: Победа Касамайора техническим нокаутом в 10-м раунде в 12-раундовом бою
- Статус: Чемпионский бой за временный титул WBO в лёгком весе (2-я защита Катсидиса)
- Рефери: Джон Шорли
- Счет судей: Алехандро Рочин Мапула (85—82 Касамайор), Марти Денкин (83—84 Катсидис), Джон Стюарт (83—84 Катсидис)
- Время: 0:30
- Вес: Касамайор 60,90 кг; Катсидис 60,70 кг
- Трансляция: HBO BAD
- Счёт неофициального судьи: Харольд Ледерман (64—66 Катсидис) — оценки после 8-го раунда

В марте 2008 года Катсидис встретился с кубинцем Хоэлем Касамайором. В начале 1-го раунда Касамайор провёл короткий левый крюк в челюсть австралийца. Катсидис упал, но сразу же поднялся. После возобновления боя Катсидис сам пошёл на обострение и пропустил встречный левый кросс. Австралиец вновь оказался в нокдауне. Он вновь сразу поднялся. Касамайор не смог добить противника. В конце 6-го раунда Катсидис провёл левый хук в челюсть кубинца. Касамайор отошёл от противника. Австралиец тут же добавил правый кросс в голову. Кубинец опустился на пол, вывалившись за канаты. На счёт 10 Касамайор вернулся в ринг. Катсидиц бросился его добивать, но кубинец смог продержаться до гонга. В начале 9-го раунда Касамайор провёл левый апперкот в пах. Рефери за это снял с кубинца одно очко. В начале 10-го раунда Катсидис пошёл в атаку. Он провёл удачную двойку в бороду кубинца. Касамайор отошёл от него. Катсидис выбросил правый хук, но Касамайор опередил его сильнейшим встречным левым хуком в бороду. Катсидис рухнул на канвас. Держась за канаты, он поднялся на счёт 4. После возобновления боя Касамайор бросился добивать противника. После нескольких пропущенных левый крюков Катсидис зашатался, и упёрся в канаты. Рефери вмешался и прекратил бой. Австралиец решение не оспаривал.

## 6 сентября2008Хуан Диас —Майкл Катсидис
- Место проведения:  Тойота Центр, Хьюстон, Техас, США
- Результат: Победа Диаса раздельным решением в 12-раундовом бою
- Статус: Чемпионский бой за вакантный титул IBO в лёгком весе
- Рефери: Лоуренс Коул
- Счёт судей: Левай Мартинес (115—113 Диас), Гейл Ван Хой (116—112 Диас), Глен Хамада (113—115 Катсидис)
- Вес: Диас 61,0 кг; Катсидис 61,0 кг
- Трансляция: HBO BAD
- Счёт неофициального судьи: Харольд Ледерман (118—110 Диас)

В сентябре 2008 года Майкл Катсидис вышел на ринг против американца Хуана Диаса. Диас больше двигался, чаще и точнее бил. К концу боя лицо австралийца было сильно повреждено. По окончании поединка судьи раздельным решением отдали победу Диасу. Оглашение оценки в пользу Катсидиса зал встретил недовольным гулом.
- В 2011 году проиграл Рикки Бернсу